# Hamidabad
Hamidabad (em persa: حميداباد, também romanizada como Ḩamīdābād) é uma aldeia do distrito rural de Faragheh, no condado de Abarkuh, na província de Yazd, Irã.